# 小行星1965
小行星1965（1965 van de Kamp）是一颗围绕太阳公转的小行星。1960年9月24日，C. J. 万·豪敦、I. 万·豪敦-格勒内费尔德、T. 赫雷爾斯在帕洛马山发现了此天体。
該小行星以荷蘭天文學家彼德·范·德·坎普命名。
这颗小行星的绝对星等为343.4632830315327等。